# HBTQ-rättigheter i Bhutan
HBTQ-rättigheter i Bhutan är inte på samma nivå som de heterosexuellas. Enligt Equaldex är Bhutans situation 48/100 år 2024.
År 2021 godkände kungen Jigme Khesar Namgyel Wangchuck ett förändringslag till landets strafflag som avkriminaliserade sex mellan samkönade personer. Initiativet till lagförslaget kom från dåvarande finansministern Namgay Tshering som ansåg att HBTQ-minoriteten accepteras i Bhutan i stor omfattning. Ytterligare tänkte Tshering att Bhutans tidigare lag, som kriminaliserade "sodomi och andra naturvidriga" sexuella handlingar, var skadlig för landets rykte.
Bhutan erkänner inte samkönat äktenskap. Militärtjänst är öppen för HBTQ-människor och skyddsåldersgräns är lika också för samkönade par. Könskorrigering är möjligt för dem som är transsexuella. År 2022 kröntes Tashi Choden, en lesbisk kvinna, till Miss Bhutan och hon har sedan blivit en ikon för landets HBTQ-minoritet.
Prideparader ordnas inte i Bhutan trots att det inte är förbjudet; offentliga politiska evenemang, och aktivism kring dem, är bara inte så särskilt väletablerade del av landets kultur.